# Mafalda van Zeller
Mafalda da Costa Macedo van Zeller (Lisboa, 13 de outubro de 1993) é uma actriz portuguesa.

## Filmografia
- Dei-te Quase Tudo (telenovela)[2]
- Detective Maravilhas (telenovela)